# Kiss Csaba (karnagy)
Kiss Csaba (Debrecen, 1963. augusztus 8. –) karnagy, ének-zene tanár.

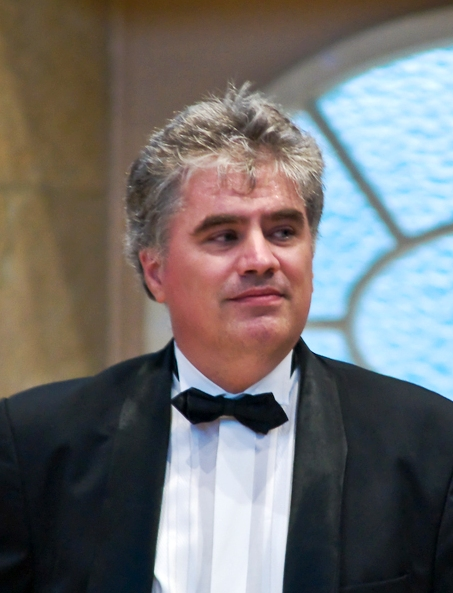

Gyermekkorát Hajdúböszörményben töltötte, általános és középiskolai tanulmányait is itt végezte, a helyi Bartók Béla Zeneiskolának hegedű tanszakon 12 évig volt növendéke.

## Felsőfokú tanulmányai, tanári pályája
Általános iskolai matematika–ének-zene szakos tanári diplomáját Nyíregyházán, középiskolai énektanári és karvezetői, továbbá DLA-oklevelét Budapesten, a Liszt Ferenc Zeneművészeti Egyetemen szerezte.  
Tanári pályája kezdetén tanított általános iskolában (Herman Ottó Általános Iskola, Miskolc) és zeneiskolában (Tiszaújváros, Vándor Sándor Zeneiskola), később két középiskolában is (Zrínyi Ilona Gimnázium, Miskolc, Ady Endre Gimnázium, Debrecen). 2006 óta a Debreceni Református Hittudományi Egyetem Egyházzenei Tanszékének oktatója, 2016-tól tanszékvezetője. 

## Karvezetői tevékenysége
A kilencvenes évek elején Miskolcon a Forrás Kamarakórussal és a Zrínyi Ilona Gimnázium Leánykarával, majd 1998-tól a debreceni Ady Endre Gimnázium Leánykarával és a Vox Antiqua Kamarakórussal számos hazai és nemzetközi fesztiválon, versenyen szerepelt, melyekről rendszerint dobogós helyezésekkel, különdíjakkal tért haza. 
2001-14 között a debreceni Canto Armonico Énekegyüttes élén - Tamási László mellett - mintegy száz hazai és külföldi hangversenyen szerepelt, velük több CD-felvételt is készített, amelyekről elismerő méltatások jelentek meg a zenei szaksajtóban. 
2009-óta több alkalommal tartott előadásokat és karvezető kurzust Írországban és Japánban. 2009-2017 között karigazgatója volt az Europa Cantat által szervezett Nemzetközi Oratóriumvezénylési Kurzusnak (Pomáz, Pécs). Számos alkalommal vett részt minősítő hangversenyek, kórusversenyek zsűrijének munkájában. 
A Kodály Kórus Debrecen betanító karnagyaként olyan világhírű művészekkel dolgozhatott, mint Sir Simon Rattle, Helmuth Rilling és Ennio Morricone, továbbá együttműködött szinte minden jelentős magyar karmesterrel. 
A KÓTA Művészeti Bizottságának tagja, a Hajdú-Bihari Zenei Egyesület elnöke, az MMA nem akadémikus köztestületi tagja. Munkásságát Gulyás György-díjjal és KÓTA-díjjal ismerték el.